# 华北联合大学
华北联合大学，简称华北联大，是中国共产党领导下的一所干部学校，1939年由陕北公学、鲁迅艺术学院、延安工人学校和安吴堡战时青年训练班四校联合成立并迁至晋察冀抗日根据地。1948年华北联合大学与晋冀鲁豫的北方大学合并成立华北大学。由于华北大学1950年重组拆分为中国人民大学，故华北联合大学被视为是中国人民大学的前身之一。

## 历史
1939年6月，中共中央决定将陕北公学、鲁迅艺术学院、延安工人学校、安吴堡战时青年训练班四校合并，成立华北联合大学，开赴晋察冀边区灵寿县陈庄，对外称“华胜大队”。1939年7月7日，华北联合大学在延安宣告成立，成仿吾任校长，江隆基任教务长，张然和任华北联大政治部主任，妇委书记张琳。设社会科学部（部长何干之）、文艺部（沙可夫）、工人部、青年部。任务是培养各种干部，坚持华北敌后抗战。
1939年7月12日，华北联合大学1700余人从延安出发，同行的还有抗大5000名师生。 1939年9月底到达晋察冀边区后，在阜平县城南庄附近的几个小村庄正式开课。后迁平山县下槐镇的李家沟口、下西峪等村。1940年夏设高级队（队长张淮三，2个月后解散）。1940年10月，社会科学部改为社会科学院，设财经、法政两系及一个少数民族回民队。文艺部改为文艺学院，设文学、戏剧、音乐、美术四个系及一个文工团。教育学院设教育系及中学班。政治经济学教员王文光（后任国家工商总局副局长）。1941年3月起，又改设：
- 学部
  - 法政学院
  - 文艺学院：辖文三队、文九队等
  - 教育学院：成仿吾兼院长。驻在上西峪下西峪村。六队、八队、九队。普通队的主要课程有社会发展简史、中国近代革命史和群众工作等。高级队的主要课程有哲学、政治经济学、马列主义和整风文件。
- 群众工作部：驻葛苏镇。培训群众团体干部，如农会、青救会、工会等，有两个青年队——四队和七队
- 中学部：部长何干之。高中队1个，初中队2个

联大实行不定期招生制，每年都有数批学员来校学习。每批一、二百人不等，组成一至两个学员队。学制一般为一年，也有的是几个月。每个学员队设有一个队主任，并兼任学员队的党支部书记。还有由学员担任的正副两个队长，正队长抓学习，副队长抓生活。队下设班。每个学员队设一个火力班，负责反扫荡时战斗掩护。教学、生活条件极为艰苦。没有教室，无论冬夏都是在室外上课，夏天找阴处，冬天找阳处。没有黑板，老师讲课时在涂了黑色的墙上板书。没有桌椅，学员以双膝为桌。没有课本，只能按老师讲课记笔记。用纸紧张，不扔掉一张没有写满字的纸。无论教师还是学生，伙食标准非常低，每人每顿连汤带水一小勺菜，很少有油水。有时连续几天没有米做饭，吃喂马的黑豆。夏天睡觉没有蚊帐，被蚊子咬后得疟疾的很多。
1942年因形势变化，学校缩编，仅保留教育学院，院长李常青。成仿吾调任晋察冀边区参议长。
抗战胜利后，1945年底，教育学院随军进入张家口，旋即恢复原来的三个学院。1946年又成立外国语学院，下设俄文、英文两系。
1948年8月，华北联合大学与北方大学合并成立华北大学;1948到1949年期间，华北大学下属单位陆续独立办学，主体改名为中国人民大学。

## 联大学歌
```
跨过祖国的万水千山，
突破敌人一层层的封锁线，
民族的儿女们联合起来，
到敌人后方搏斗，
为了挽救垂危的民族，
同志们我们团结，
我们前进，我们刻苦，我们战斗，
国土要收复，人民要自由，
新社会的建设，由我们担任，
努力学习革命的理论，
培养我们革命的品质，
我们誓死战斗不息，
胜利就在明日。
```